# Język serua
Język serua – język austronezyjski z prowincji Moluki w Indonezji.
Społeczność posługująca się tym językiem zamieszkiwała wyspę o tej samej nazwie (w grupie wysp Barat Daya), jednakże w 1978 r. została przesiedlona na Seram z powodu aktywności wulkanicznej. Pierwotnie serua był używany również w trzech wsiach w południowo-wschodniej części wyspy Nila.
Przez samą społeczność jest traktowany jako jeden z dialektów języka TNS (teun-nila-serua). Pojęcie to obejmuje również dwa spokrewnione języki: bardzo podobny nila (według doniesień wzajemnie zrozumiały z serua) oraz bardziej odrębny teun. James T. Collins sklasyfikował serua i nila jako jeden język, wyodrębniając jednak osobny język teun. Starsze propozycje z XX w. zakładały, że języki TNS stanowią dialekty nieściśle wyróżnionego „języka damar”. Odnotowano użycie serua w charakterze lingua franca wysp Teun, Nila i Serua.
Według Ethnologue (wyd. 22) jest językiem wymarłym (został wyparty przez malajski amboński). We wcześniejszych materiałach SIL International (wyd. 16 Ethnologue oraz Atlas Bahasa Tanah Maluku) podano liczbę 2 tys. użytkowników (1990). Pewną znajomość języka TNS zachowują niektórzy migranci w Holandii.